# Letteratura spagnola della Guinea Equatoriale
La Guinea Equatoriale era l'unica colonia spagnola a trovarsi nell'Africa Subsahariana. In quanto colonia spagnola dal 1778 al 1968, essa sviluppò una letteratura in spagnolo che è rimasta in vita fino ai nostri giorni, caso unico tra i paesi africani.
La letteratura spagnola della Guinea Equatoriale è relativamente sconosciuta, al contrario delle letterature africane in lingua inglese, francese e portoghese. Così, per esempio, in 30 antologie di Letteratura spagnola pubblicate tra il 1979 e il 1991, Mbaré Ngom, professore della Morgan State University, non trovò alcuna referenza a scrittori della Guinea Equatoriale. Lo stesso accade con le antologie di Letteratura africana in lingue europee pubblicate negli anni '80 del XX secolo e con riviste specializzate come Research in African Literatures, African Literature Today, Présence Africaine o Canadian Journal of African Studies. Tuttavia alla fine degli anni '90 si è avuto un cambiamento di direzione dopo la realizzazione di uno studio monografico nella rivista Afro-Hispanic Review ed i congressi Spain in Africa and Latin America: The Other Face of Literary Hispanism organizzato dall'Università del Missouri in Columbia nel maggio del 1999 e Primer Encuentro de Escritores africanos en Lengua Española, organizzato a Murcia dal 27 al 29 novembre del 2000.

## Antecedenti storici
I primi riferimenti all'Africa nella letteratura cominciano nel XV secolo, con le esplorazioni atlantiche di portoghesi e spagnoli. In una prima fase, quella dell'esplorazione e conquista, si tratta di racconti di viaggi, memorie, cronache e rapporti.
La seconda fase, di occupazione e sfruttamento, è caratterizzata dalla letteratura coloniale, il cui tema centrale sarà quello dell'Africa dalla natura selvaggia e i cui protagonisti sono imprescindibilmente bianchi idealizzati, con una visione paternalistica e negativa degli africani, che sono sempre ritratti come esseri inferiori. Queste novelle non sono destinate ai locali, ma al pubblico delle metropoli e fanno parte della giustificazione ideologica al Colonialismo. Carlos González Echegaray le classifica in quattro tipologie: i libri di viaggio, il romanzo-pretesto, il romanzo-missionario e la letteratura missionaria.

## Inizi
Gli inizi di una letteratura equatoguineana in spagnolo sono legati alla rivista missionaria La Guinea Española degli Hijos del Inmaculado Corazón de María (Figli dell'Immacolato cuore di Maria) del seminario di Banapá, nell'isola di Bioko. La rivista, che fu pubblicata per la prima volta nel 1903, era profondamente colonialista e rivolta al pubblico bianco, non vi era spazio per scrittori locali. Ma a partire dal 1947 venne inaugurata una nuova sezione Historias y Cuentos (Storie e Racconti), nella quale si raccoglievano racconti e favole locali per perpetuarli e divulgarli, l'obiettivo era quello di conoscere meglio gli abitanti della Guinea Equatoriale per poterli «civilizzare» più facilmente. Questo dette però l'opportunità agli africani che studiavano nel seminario di scrivere nella rivista e, poco a poco, di distaccarsi dalla mera trascrizione delle tradizioni orali del griot o djéli dei trovatori locali per convertirsi in un ponte tra la tradizione orale africana e la tradizione scritta occidentale. A questo gruppo appartengono autori come Esteban Bualo, Andrés IKuga Ebombebombe e Constantino Ocha'a, che manterranno una forte componente etnografica, pur prefigurando una letteratura propria.
Il primo romanzo equatoguineano è Cuando los combes luchaban (Novela de costumbres de la Guinea Española) [Quando i combi lottavano (Novella sui costumi della Guinea Spagnola)] di Leoncio Evita (Udubuandyola, Bata, 1929-), pubblicato nel 1953. L'azione si svolge a Río Muni, tra la tribù dei combé o ndôwé, quella dell'autore, in un'epoca precoloniale. Il protagonista è un missionario protestante bianco, dal cui punto di vista è narrata la vicenda, questi viene impiegato in alcune occasioni dall'autore per comparare la «civilizzazione» europea con il «barbarismo» dei costumi africani, che sono illustrati dettagliatamente. Questo rifiuto dell'autore per la sua propria identità, che lo inquadra nella letteratura del consenso, fu impiegato profusamente dalle autorità coloniali spagnole come esempio dell'«azione civilizzatrice» della colonizzazione in Africa.
Nel 1962 appare il secondo romanzo equatoguineano, Una lanza por el Boabí (Una lancia per Boabí) di Daniel Jones Mathama (San Carlos, 1913?-?), a volte considerato erroneamente il primo. Il protagonista, Gue, è in questo caso africano e racconta la storia della sua vita, dando un carattere autobiografico alla vicenda. Per esempio il padre di Gue, Boabí, è un alter ego di Maximiliano C. Jones, padre di Daniel Jones Mathama e autorità locale simpatizzante del governo coloniale. La trama segue l'infanzia di Gue a Fernando Poo, il suo trasferimento in Spagna e il ritorno in Guinea dopo la morte del padre. Il libro è molto interessante dal punto di vista etnografico, poiché descrive dettagliatamente i costumi della tribù bubí dell'isola di Bioko. Anche Daniel Jones Mathama è inquadrabile nella letteratura del consenso: Boabí è il perfetto esempio di reuccio «selvaggio» civilizzato dal contatto con i colonizzatori, «[è] un dovere ineludibile proclamare a gran voce il magnifico lavoro che la Spagna sta realizzando in quell'isola».
Tra il 1962 e il 1968, data della conquista dell'indipendenza della Guinea Equatoriale, non si scrissero opere importanti, ma alcuni autori continuarono a pubblicare racconti, leggende e saggi etnografici in diverse riviste: Marcelo Asistencia Ndongo Mba, Constantino Ochaá, Ángel Nguema, Rafael María Nzé e Francisco Obiang.
Al contrario che in altre letterature africane non ci sono esempi di opere anticoloniali o di lotta, né ebbe importanza la poesia. Inoltre, gli autori equatoriani dell'epoca avevano come referente il pubblico delle metropoli e non quello locale.

## Indipendenza ed esilio
Questi germogli furono estirpati alla radice quando, pochi mesi dopo essere stato eletto democraticamente, Francisco Macías Nguema instaurava un regime «afro-fascista» nella sua variante «nguemista», come lo ha definito lo storico Max Liniger-Goumaz. Il risultato del regime di terrore fu l'esilio di un terzo della popolazione guineana in paesi vicini o in Spagna a metà degli anni '70. Juan Balboa Boneke, anch'egli scrittore, parlò di una «generazione perduta».
Madrid e gli altri luoghi mèta della diaspora furono dimore straniere, a volte persino ostili, cosa che si rifletterà nella letteratura. Madrid non fu come Parigi per gli autori africani degli anni '30, non ci fu appoggio alla creatività, né alla diffusione di notizie sulla tragedia della Guinea. Gli scritti dell'epoca circolarono come manoscritti, foglietti o quaderni in circuiti marginali o in riviste e volantini a tiratura limitata pubblicati dai rifugiati e, per questo motivo, tale produzione non raggiunse il pubblico guineano né quello spagnolo. Questo tipo di letteratura impiega solitamente la forma lirica e temi propagandistici anti-regime, come Vamos a matar al tirano (Uccidiamo il tiranno) di Francisco Zamora Loboch, o, a volte, nostalgici della patria lontana, come il poema ¿Dónde estás Guinea? (Guinea dove sei?) di Juan Balboa Boneke.
Anche la narrativa dell'esilio ebbe i suoi rappresentanti: El sueño (Il sogno) e La travesía (La traversata) di Donato Ndongo-Bidyogo (Niefang, Río Muni, 1950-), La última carta del Padre Fulgencio Abad, C. M. F. (L'ultima lettera di Padre Fulgencio Abad) di Maplal Loboch (1912-1976) e Bea (Bella) di Francisco Zamora Loboch (Santa Isabel, 1947-). Questi racconti sono incentrati nel violento mutamento, sia spaziale sia spirituale, del protagonista, connettendolo con la storia del continente africano prima dell'indipendenza.
Infine vi sono anche saggi sulle circostanze politiche della Guinea Equatoriale e sulla tragedia del suo popolo. Si possono citare Historia y tragedia de Guinea Ecuatorial (Storia e tragedia della Guinea Equatoriale) (1977) di Donato Ndongo-Bidyogo e ¿Dónde estás Guinea? (1978) di Juan Balboa Boneke.
Raquel Ilonbé (Corisco, ¿1938?-), pseudonimo di Raquel del Pozo Epita, di madre guineana e padre spagnolo, è un'eccezione all'interno di questo movimento. Raquel Ilonbé abbandonò la Guinea prima di compiere un anno e crebbe in Spagna, tornando in Guinea già sposata, per cercare le sue radici. Scritta tra il 1966 e il 1978 la raccolta di poesie Ceiba è caratterizzata dalla ricerca di questa identità e non dallo strazio dell'esilio o dalle sofferenze personali.

## Dopo il 1979
Dopo la deposizione di Macías Nguema da parte di suo nipote Teodoro Obiang, ancora al governo nel 2006, la cultura del paese ha iniziato un lento recupero.

### Dal 1981 al 1984
Mbaré Ngom divide questa fase più recente in due ulteriori tappe. La prima fase comincerebbe nel 1981 con la pubblicazione di Leyendas guineanas (Leggende Guineane) di Raquel Ilonbé, il primo libro per bambini. Ilonbé dovette viaggiare nei luoghi più remoti nel paese per raccogliere il materiale che le permise di scrivere le otto leggende che lo compongono.
A questa fase appartengono anche O Boriba (L'Esiliato, 1982) e Susurros y pensamientos comentados: Desde mi vidriera (Sussurri e pensieri commentati: Dalla mia vetreria) (1983) entrambi di Juan Balboa Boneke. Sono entrambi volumi di poesia nei quali egli impiega frequentemente parole in lingua bôhôbe, quella della tribù dell'autore, arrivando a scrivere intere poesie in questa lingua. I libri trattano della sofferenza e dell'esilio del popolo bôhôbe, perseguito dal regime.
Questa prima metà si chiude con Antologia della letteratura guineana (1984) di Donato Ndongo-Bidyogo. È la prima antologia del suo genere e riunisce le migliori opere letterarie fino a quel momento, sia in poesia che in prosa, già pubblicate od inedite, della letteratura della Guinea Equatoriale. Il volume include molte opere non ripubblicate in seguito. L'unica donna dell'antologia è Raquel Ilonbé.

### Dal 1984 ai giorni nostri
La seconda parte della rinascita letteraria in Guinea Equatoriale è relazionata con la creazione nel 1982 del Centro Culturale Hispano-Guineano di Malabo. Il Centro possiede una biblioteca e realizza molteplici attività culturali. Pubblica una rivista trimestrale su temi culturali, Africa 2000, e possiede una propria casa editrice, Ediciones del Centro Cultural Hispano-Guineano, dedicata a scrittori locali, sia famosi che esordienti. Tra i titoli pubblicati spiccano per la narrativa El amigo fiel (L'amico fedele) (1987) di Ana Lourdes Sohora, Afén, la cabrita reina (Afén, la capretta regina) (1989) e La última lección del venerable Emaga Ela (L'ultima lezione del venerabile Emaga Ela) (1991) di Antimo Esono Ndongo, Boote-Chiba (1990) de Pedro Cristino Bueriberi. Tra le opere poetiche Gritos de libertad y de esperanza (Grida di libertà e di speranza) (1987) di Anacleto Oló Mibuy e Delirios (Deliri) (1991) di María Nsué Angüe.
Gli autori di questa seconda fase sono caratterizzati dalla preferenza per temi che, in un modo o nell'altro, sono relazionati con la loro vita, la quale è reinterpretata per rappresentare in modo simbolico la realtà della Guinea Equatoriale.
Nel 1985 viene pubblicato Ekomo di María Nsué Angüe, il primo romanzo scritto da una donna equatoguineana. Il racconto è incentrato su Nnanga, una donna bantú, ma dal punto di vista di un uomo, Ekomo, arguzia che permette all'autrice una maggiore libertà di critica sul mondo patriarcale dell'Africa postcoloniale. Nnanga si trova intrappolata tra il passato pieno di tradizione e oppressione nei confronti delle donne e un futuro promettente, nel tentativo di trovare la propria identità.
Nello stesso anno Juan Balboa Boneke pubblica il romanzo El reencuentro. El retorno del exiliado (Il rincontro. Il ritorno dell'esiliato). Il romanzo, in parte autobiografico, racconta il ritorno del protagonista in Guinea Equatoriale dopo undici anni di esilio in Spagna con tutte le aspettative e la buona volontà di questi per aiutare nella ricostruzione e reintegrarsi nel paese. Il racconto termina con il ritorno volontario del protagonista in Spagna.
L'onore di essere il «primo libro di poesie scritto in terra guineana da uno scrittore guineo-ecuatoriano» è di Voces de espumas (Voci di spuma) di Ciriaco Bokesa pubblicato nel 1987 . Le poesie raccolgono il silenzio e la sofferenza dell'autore, oltre a riflessioni personali sulla poesia. Nello stesso anno Juan Balboa Boneke pubblica la sua prima antologia poetica Sueños en mi selva (Sogni nella mia selva). Balboa Boneke supera, attraverso la presentazione delle sofferenze della Guinea Equatoriale, il localismo che aveva caratterizzato la poesia fino a quel momento.
Nel 1987 appare Las tinieblas de tu memoria negra (Le tenebre della tua memoria nera), un romanzo di Donato Ndongo-Bidyogo, sempre su un tema autobiografico, anche se l'autore lo considera un'autobiografia della sua generazione. Il racconto è incentrato su un bambino che vive a Río Muni durante l'ultimo periodo della colonizzazione spagnola. La visione innocente del bimbo permette all'autore di darci un ritratto mordace ed ironico delle contraddizioni del regime coloniale.

## Autori
Alcuni autori recenti:
- Antimo Esono (1954 – 1996)
- María Nsué Angüe (1945 – )
- Juan Balboa Boneke (1938 – )
- Juan Tomás Ávila Laurel (1966 – )
- Donato Ndongo-Bidyogo (1950 – )
- Raquel Ilonbé (1938? – 1992)
- Constantino Ocha'a Mve Bengobesama (19?? – 1991)
- Mercedes Jora
- Gerardo Behori
- Juan Manuel Jones Costa
- A. Jerónimo Rope Bomabá
- Joaquín Mbomio
- Justo Bolekia Boleká
- Maximiliano Nkogo
- Leoncio Evita Enoy (1929 – 1996)